# عانوبة جولقية
عانوبة جولقية (الاسم العلمي:Rhagodia ulicina) هي نوع من النباتات يتبع جنس العانوبة من الفصيلة القطيفية.